# Уокер, Ли
Ли Уо́кер (англ. Lee Walker, род. 11 февраля 1976 года) — валлийский профессиональный игрок в снукер. Стал профессионалом в 1994 году. Чемпион мира по снукеру среди ветеранов 2022 года.
На чемпионате мира 1997 года Уокер, будучи малоизвестным игроком, сенсационно вышел в четвертьфинал, обыграв Дэйва Харольда 10:7 и Алана Макмануса 13:10. В 1/4 он уступил канадцу Алену Робиду со счётом 8:13. На этом же турнире, только в 2004 году Уокер достиг 1/8 финала (в 1/16 он победил Стивена Ли 10:7, в 1/8 проиграл 5:13 Дэвиду Грэю). Тем не менее, из-за плохой игры на остальных турнирах он выбыл из мэйн-тура после сезона 2005/06 гг. В 2007 году Ли Уокер вернулся в тур благодаря хорошему выступлению в серии турниров PIOS, но через непродолжительное время вновь выбыл в PIOS. Теперь валлиец играет на любительских международных турнирах.

## Финалы турниров

### Финалы профессионально-любительских турниров: 1 (0 побед, 1 поражение)
| Результат | №  | Год  | Турнир      | Соперник по финалу | Счёт |
| --------- | -- | ---- | ----------- | ------------------ | ---- |
| Финалист  | 1. | 2014 | Pink Ribbon | Питер Лайнс        | 1–4  |

### Финалы любительских турниров: 2 (0 побед, 2 поражения)
| Результат | №  | Год  | Турнир          | Соперник по финалу | Счёт |
| --------- | -- | ---- | --------------- | ------------------ | ---- |
| Финалист  | 1. | 2006 | PIOS - Турнир 3 | Лео Фернандес      | 5–6  |
| Финалист  | 2. | 2007 | PIOS - Турнир 4 | Кулдеш Джохал      | 4–6  |